# Konfessionelle Ausnahmeartikel in der Bundesverfassung der Schweizerischen Eidgenossenschaft

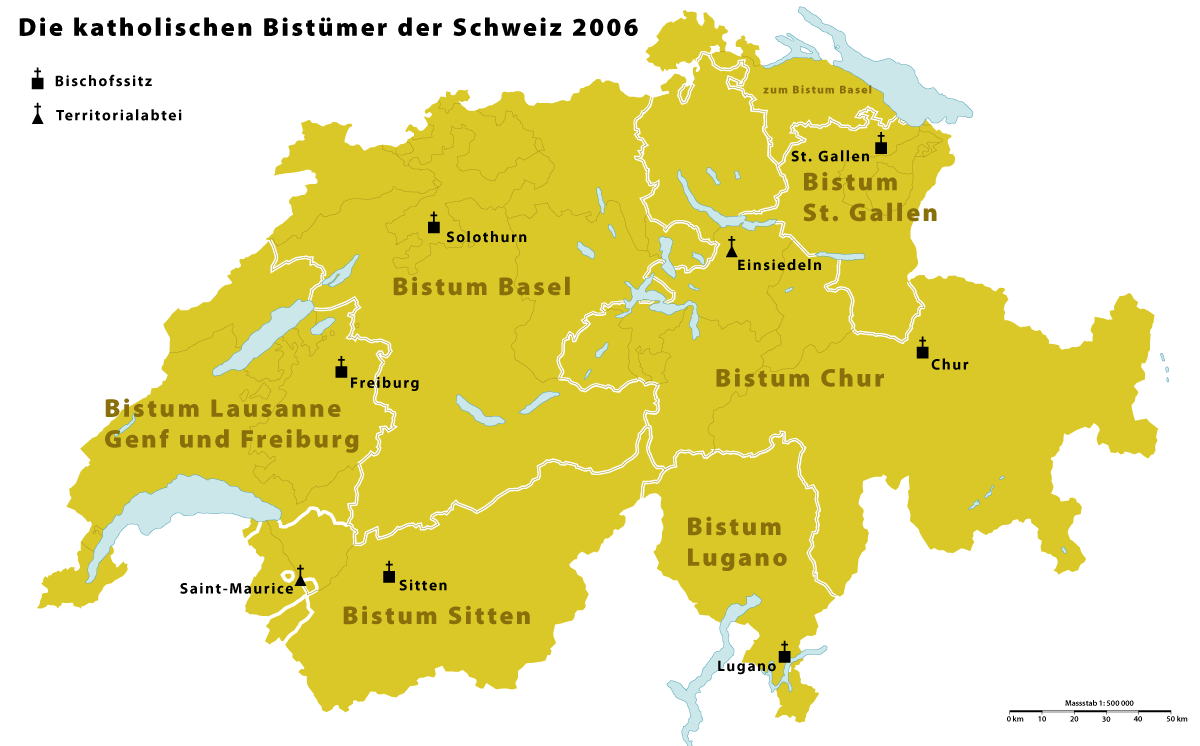
Die Errichtung von neuen Bistümern in der Schweiz war lange Zeit praktisch nicht möglich.

Die konfessionellen Ausnahmeartikel in der Bundesverfassung der Schweizerischen Eidgenossenschaft, konfessionellen Ausnahmeartikel oder kurz nur Ausnahmeartikel waren eine Reihe von ehemaligen Artikeln in der Bundesverfassung der Schweizerischen Eidgenossenschaft. Die Artikel beschränkten die Glaubens- und Gewissensfreiheit einseitig, indem sie bestimmten Landeskirchen – insbesondere der römisch-katholischen – gewisse Rechte explizit absprachen.

## Ursprung
Den Ursprung hatten die Ausnahmeartikel im Kulturkampf des 19. Jahrhunderts. Damals stritten sich die liberalen Kräfte mit den katholisch-konservativen um die Staatsmacht. Dies führte zunächst zum Sonderbundskrieg, in dessen Folge die erste Schweizer Bundesverfassung von 1848 entstand. Diese enthielt einen Artikel, der den Jesuiten und ihren «affiliierten Gesellschaften» sämtliches Wirken in Staat und Kirche verbot. Auch in Deutschland war der Orden von 1872 bis 1917 verboten (Jesuitengesetz). Ähnliche Jesuitenverbote waren bereits zuvor in verschiedenen anderen Staaten Europas eingeführt worden.
Mit der Bundesverfassung von 1848 war der Kulturkampf nicht beendet, sondern brach in den 1870er-Jahren nochmal aus, als sich Bundesrat und Kirche um die Aufteilung der Schweizer Bistümer und die Machtansprüche der katholischen Kirche stritten.

## Verfassung von 1874
Die zweite Schweizer Bundesverfassung von 1874, die durch eine Volksabstimmung eingeführt wurde, gewährte erstmals in grösserem Umfang Religionsfreiheit. Sie nahm aber auch kulturkämpferische, also gegen die katholische Kirche gerichtete, Artikel auf. Die Befürworter dieser Artikel sahen sie als Massnahmen zum Schutz des Religionsfriedens, die Mehrheit der Schweizer Katholiken empfand sie hingegen als Diskriminierung.

### Artikel 50 alte BV, Artikel 72 neue BV
Der 1874 eingeführte Artikel 50 war eine direkte Folge des vorangehenden Konfliktes des schweizerischen Bundesrates mit dem Papst und mehreren einflussreichen Geistlichen (siehe Kulturkampf in der Schweiz). Er verbot in Absatz 4 die Errichtung von Bistümern auf dem Gebiet der Schweizerischen Eidgenossenschaft ohne ausdrückliche Genehmigung des Bundes. 1962 reichte Alfred Ackermann eine Motion ein, wonach der Bistumsartikel zu streichen sei. Er hatte damit jedoch keinen Erfolg.
Die Regelung wurde 1999 gegen den Widerstand der katholischen Kirche als Artikel 72 Absatz 3 auch in die neue Bundesverfassung aufgenommen. Erst in der Volksabstimmung vom 10. Juni 2001 wurde der Absatz als letzter konfessioneller Ausnahmeartikel ersatzlos gestrichen.
In der Volksabstimmung vom 29. November 2009 wurde als Folge des Schweizer Minarettstreits ein neuer Ausnahmeartikel der Bundesverfassung hinzugefügt. Der neue Artikel 72, Absatz 3 verbietet den Bau von Minaretten in der Schweiz.

### Artikel 51 und 52 alte BV (Jesuitenartikel)
Die Artikel 51 und 52 der Bundesverfassung von 1874 verboten den Jesuitenorden sowie generell die Errichtung oder Wiedererrichtung von Klöstern. Diese wurden auch als Jesuitenartikel bezeichnet.
Bereits 1919 verlangte der katholisch-konservative Nationalrat Jean-Marie Musy die Aufhebung dieser Artikel in einer Motion. Diese wurde bis 1947 verschleppt und schliesslich abgeschrieben. Nach 1950 begann jedoch ein Umdenken, jetzt beurteilten auch nicht-katholische Staatsrechtler wie Werner Kägi oder François Aubert die Artikel als «unhaltbar» und «diskriminierend». In der Praxis wurden die Artikel auch immer liberaler ausgelegt, so dass etwa Priorate toleriert waren. Ludwig von Moos reichte 1954 eine Motion ein, wonach diese beiden Artikel ersatzlos zu streichen seien. In der Volksabstimmung vom 20. Mai 1973 wurde der Bundesbeschluss über die Aufhebung des Jesuiten- und des Klosterartikels der Bundesverfassung angenommen und damit diese Artikel aus der Verfassung gestrichen. 54,9 Prozent der Stimmberechtigten sprachen sich für eine Aufhebung aus, 45,1 Prozent dagegen. Das Ständemehr wurde mit 16 1/2 annehmenden gegenüber 5 1/2 verwerfenden Kantonen erreicht. Zum Abstimmungserfolg verhalfen auch einflussreiche Persönlichkeiten der reformierten Schweiz, die sich für die Aufhebung einsetzten, wie etwa Friedrich Traugott Wahlen und Alfred Ernst.

### Artikel 75 alte BV
Der Artikel 75 der Bundesverfassung von 1874 besagte:

«Wahlfähig als Mitglied des Nationalrates ist jeder stimmberechtigte Schweizer Bürger
weltlichen Standes.»

Damit waren Geistliche aller Kirchen, in diesem Fall auch der reformierten Landeskirche, von der Wahl in den Nationalrat ausgeschlossen. Da gemäss Artikel 96 nur in den Bundesrat wahlfähig ist, wer auch das passive Wahlrecht für den Nationalrat hat, konnte auch kein Geistlicher in die Landesregierung gewählt werden. Eine Wahl in den Ständerat war grundsätzlich möglich, da das Wahlrecht für den Ständerat Sache der jeweiligen Kantone ist.
Artikel 75 wurde bei der Neuausarbeitung der Bundesverfassung 1999 nicht mehr aufgenommen und stillschweigend abgeschafft.

## Heute
Die Ausnahmeartikel, die als Ergebnis des Kulturkampfes eingeführt wurden, sind inzwischen alle abgeschafft.
Mit der Einführung des Minarettartikels 2009 wurde jedoch wieder eine Einschränkung eingeführt, die sich gegen ein bestimmtes religiöses Bekenntnis richtet, diesmal gegen den Islam. Am 7. März 2021 wurde die eidgenössische Volksinitiative «Ja zum Verhüllungsverbot» angenommen, die sich gegen das Tragen von Gesichtsverhüllungen durch Muslima richtet.